# Gatan (film)
Gatan är en svensk dramafilm från 1949 i regi av Gösta Werner. I huvudrollerna ses Maj-Britt Nilsson och Peter Lindgren.

## Handling
På en gata i Stockholm blir Britt Malm svårt skadad när hon blir påkörd av en bil. Hon förs till sjukhus och under narkosen ser hon hallucinatoriska bilder som övergår i återblickar om vad som hände henne före olyckan.

## Om filmen
Filmen premiärvisades den 28 februari 1949 på biograf Olympia vid Birger Jarlsgatan i Stockholm. Inspelningen skedde med ateljéfilmning vid Sandrew-ateljéerna i Stockholm med exteriörscener från olika platser i Stockholm och Södertälje av Sten Dahlgren. Som förlaga har man Nils Idströms roman Birger Jarlsgatan som utgavs under pseudonymen Karsten Wimmermark 1948.
Filmen har visats som matiné vid flera tillfällen i SVT, bland annat i september 2018.

## Rollista i urval
- Maj-Britt Nilsson – Britt Persson, senare Britt Malm
- Peter Lindgren – Bertil "Berra" Wiring, sutenör
- Keve Hjelm – Rudolf "Rulle" Malm, kranskötare, Britts man
- Naemi Briese – Vera "Gullan" Karlsson, expedit på varuhuset BIVA
- Stig Järrel – Sven Andreasson, personalchef på BIVA
- Åke Fridell – Gustaf Persson, Britts farbror
- Marianne Löfgren – Elin Persson, hans hustru
- Per Oscarsson – Åke Rodelius
- Göran Gentele – Göte
- Mimi Pollak – generalkonsulinnan Rodelius, Åkes mor
- Ragnar Arvedson – generalkonsul Rodelius, Åkes far
- Arne Källerud – Harry, Veras fästman
- Julia Cæsar – fru Blomqvist, Berras hyresvärdinna
- Wiktor "Kulörten" Andersson – båtförare i Värtan

## Musik i filmen
- Ein Sommernachtstraum. Hochzeitmarsch (En midsommarnattsdröm. Bröllopsmarsch), kompositör Felix Mendelssohn-Bartholdy, framförs visslande av Peter Lindgren och nynnande av Maj-Britt Nilsson
- Du gav mig en ros (Ballad om en ros/Only My Heart), kompositör Felix Stahl, engelsk text Fred S. Tysk svensk text Roland Eiworth, instrumental.
- Tuppens signatur, kompositör Allan Johansson, text Roland Eiworth
- En flicka i blommig klänning, kompositör Ulla Österberg, text Ivar Ahlstedt, framförs på banjo och sång av Russell Jones
- Love, Amour och Liebe, kompositör Sam Samson, text Karsten Wimmermark, sång Brita Borg
- Sous les ponts de Paris (Under Paris broar), kompositör Vincent Scotto, fransk text Jean Rodor svensk text Algot Sandberg, sång Maj-Britt Nilsson